# Chamoi Bridge
Die Chamoi Bridge ist eine Straßenbrücke im westafrikanischen Staat Gambia. Die rund 22 Meter lange Brücke überspannt den Prufu Bolong südlich von Chamoi und rund fünf Kilometer östlich von Basse Santa Su. Sie überführt die South Bank Road und wurde nach 1994 unter der Regierung Jammeh mit einer Investitionssumme von drei Millionen Dalasi errichtet.
Die Brücke wurde auf eine 5 D-Briefmarke abgebildet, die 1997 veröffentlicht wurde.